# Diocesi di Gaza

Icona di Ilarione di Gaza.

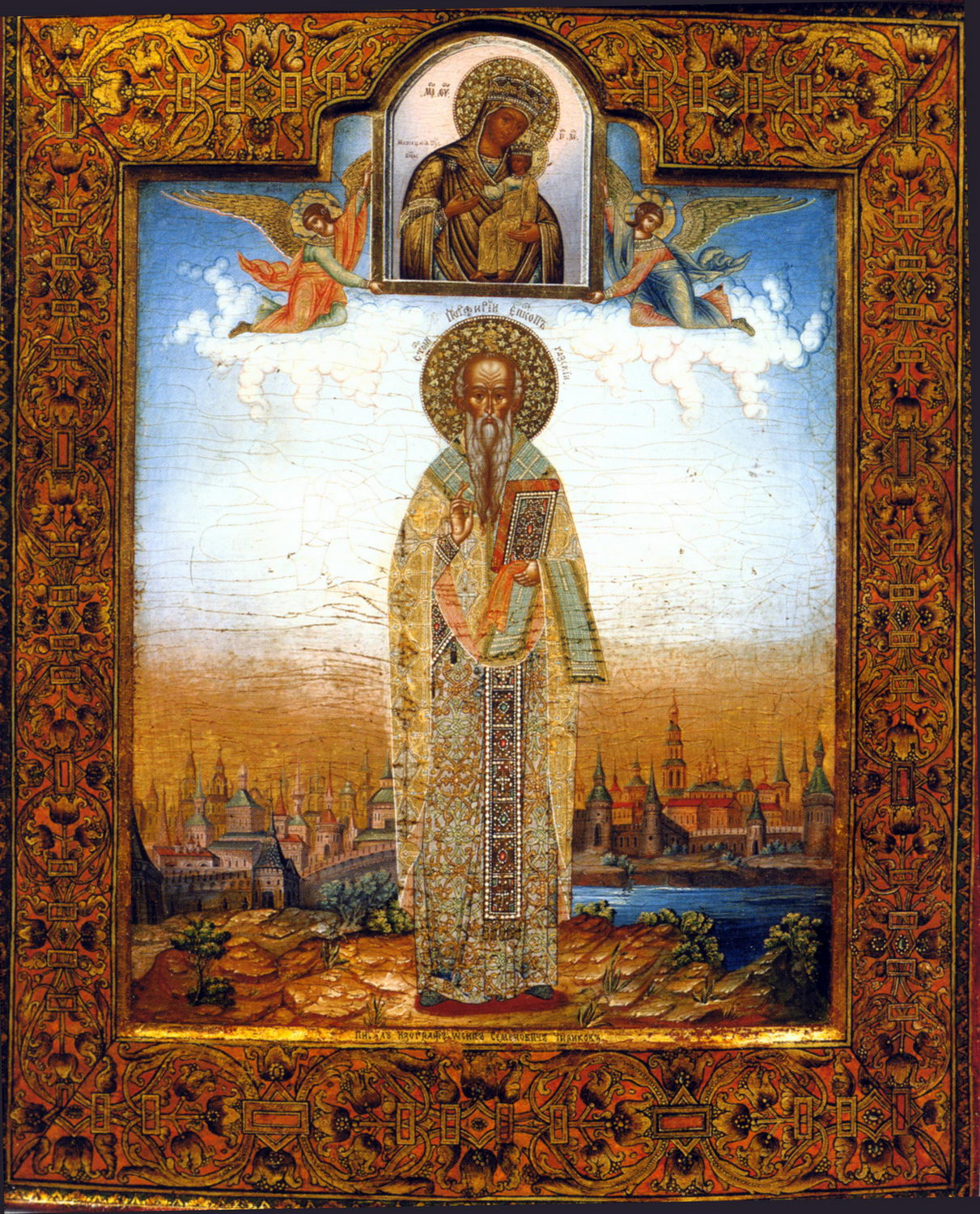
Icona di Porfirio di Gaza.

La diocesi di Gaza (in latino Dioecesis Gazensis) è una sede soppressa del patriarcato di Gerusalemme e una sede titolare della Chiesa cattolica.

## Storia
Gaza, nei territori della Palestina, è un'antica sede vescovile della provincia romana della Palestina Prima nella diocesi civile d'Oriente. Faceva parte del patriarcato di Gerusalemme ed era suffraganea dell'arcidiocesi di Cesarea.
Leggende e tradizioni locali affermano che la Santa Famiglia, di ritorno dall'Egitto, si sarebbe fermata a Gaza; che a Gaza il diacono Filippo avrebbe battezzato l'etiope, di cui parlano gli Atti degli apostoli (8, 26-40); e che Gaza fu uno dei centri evangelizzati da san Pietro.
La tradizione liturgica e i martirologi locali ricordano diversi santi e martiri di Gaza, alcuni dei quali confluiti nel Martirologio romano. Tra questi, i santi vescovi Silvano (4 maggio) e Porfirio (26 febbraio); san Timoteo, ucciso all'epoca dell'imperatore Diocleziano (19 agosto); i martiri Eusebio, Néstabo, Zenone e Nestore, messi a morte durante le persecuzioni all'epoca dell'imperatore Giuliano l'apostata (21 settembre); l'eremita Ilarione (21 ottobre) e l'anacoreta Barsanufio (11 aprile).
La vita eremitica e cenobitica prosperò nella regione di Gaza tra il V e VI secolo. Le fonti coeve menzionano diversi monasteri, tra cui quello di sant'Ilarione, fondato verso la metà del IV secolo; quello di Isaia, attestato nel 510, e quello di Pietro, divenuto vescovo di Maiuma; e ancora i monasteri di Severo, di Seridos.
Secondo una tradizione cristiana piuttosto tardiva e senza alcun valore storico, primo vescovo di Gaza fu Filemone, discepolo di san Paolo e destinatario di una delle sue lettere, che però altre tradizioni ritengono secondo vescovo di Colossi, dove avrebbe ricevuto il martirio. Il primo vescovo storicamente documentato è Silvano, morto nelle miniere di Mismiya.
Tra i vescovi di Gaza si ricorda in particolare Asclepa, che prese parte al concilio di Nicea del 325 e poco dopo fu deposto ed esiliato per la sua fedeltà al credo niceno; riabilitato da un concilio romano attorno al 340, prese parte al concilio di Sardica, durante il quale fu definitivamente riammesso nella comunione ortodossa; sembra tuttavia che non poté ritornare nella sua sede e morì poco dopo.
Altro vescovo ben documentato di Gaza fu Netoras (Neteras, Natiras), che prese parte al concilio di Efeso del 431, al secondo concilio di Efeso del 449, al concilio di Calcedonia del 451 e al sinodo di Costantinopoli del 459, durante il quale sottoscrisse la lettera di Gennadio I contro i simoniaci.
Sono noti due sinodi celebrati a Gaza nel primo millennio cristiano. Il primo è documentato dallo storico Sozomeno; fu un sinodo provinciale che confermò la separazione delle sedi di Gaza e di Maiuma di Gaza, contro un tentativo attuato da un vescovo di Gaza di annettere la vicina sede di Maiuma. Il concilio più importante si celebrò nel 541 o 542, durante il quale furono esaminate le accuse contro Paolo di Alessandria.
Tra il 636 e il 637 la città cadde in mano agli arabi mussulmani. La comunità cristiana sopravvisse, ma pochi sono i vescovi noti. Se ne conoscono i nomi di due solamente: Sergio, documentato da un mosaico nel 732, e Solimano, teologo e poeta (X o XI secolo). In questo periodo la sede fu elevata al rango di arcidiocesi, documentata all'epoca dei Crociati: nel 1173, la sede era occupata da Melezio, menzionato dalle fonti come arcivescovo di Gaza e di Eleuteropoli. In seguito sono noti i nomi di una ventina di arcivescovi di Gaza, fino a metà del XX secolo, ma non si conosce l'epoca precisa in cui la sede passò da residenziale a titolare; oggi infatti Gaza non risulta essere una diocesi attiva del patriarcato greco-ortodosso di Gerusalemme.
Dal XIX secolo Gaza è annoverata tra le sedi vescovili titolari della Chiesa cattolica; la sede è vacante dal 24 febbraio 1964. L'unica parrocchia cattolica della striscia di Gaza, la chiesa della Sacra Famiglia, è parte del patriarcato di Gerusalemme dei Latini.

## Cronotassi

### Vescovi greci
- San Silvano † (307 - 310 deceduto)
- Asclepa † (prima del 324 - circa 343/346 deceduto)
  - Quinziano † (circa 326/328 - dopo il 343/344) (vescovo ariano)
- Sant'Irenione (Ireneo) † (prima del 363 - circa 393/394 deceduto)
- Enea †
- San Porfirio † (18 marzo 395 - 26 febbraio 420 deceduto)
- Netoras (Neteras, Natiras) † (prima del 431 - dopo il 459)
- Timoteo? † (menzionato nel 491)
- Zanobi † (menzionato nel 496/497)[13][14][15]
- Cirillo † (menzionato nel 518)
- Anonimo † (menzionato tra il 518 e il 527)
- Marciano † (prima del 528 - dopo il 549)[13][16]
- Eusebio † (VI secolo)[17]
- Aureliano † (VI secolo)
- Misaele † (prima del 576 - dopo il 599)[18]
- Sergio † (menzionato nel 732)[13][14][19]
- Giovanni †
- Solimano † (X o XI secolo)[20]

### Vescovi titolari
- Hendrik van de Wetering † (8 febbraio 1895 - 2 luglio 1895 succeduto arcivescovo di Utrecht)
- Paolo Schinosi † (19 aprile 1897 - 8 aprile 1901 nominato arcivescovo titolare di Marcianopoli)
- Alfonso Archi † (13 luglio 1901 - 10 ottobre 1902 nominato vescovo di Comacchio)
- Costanzo Castrale † (7 marzo 1905 - 26 novembre 1936 deceduto)
- Giovanni Tirinnanzi, O.F.M.Cap. † (2 luglio 1937 - 27 gennaio 1949 deceduto)
- James Henry Ambrose Griffiths † (15 ottobre 1949 - 24 febbraio 1964 deceduto)